# Hyptis suaveolens
Hyptis suaveolens är en kransblommig växtart som först beskrevs av Carl von Linné, och fick sitt nu gällande namn av Pierre Antoine Poiteau. Hyptis suaveolens ingår i släktet Hyptis och familjen kransblommiga växter. Inga underarter finns listade i Catalogue of Life.